# Multiplayer online battle arena

Algemeen speelveld van een MOBA-game. Gele lijnen zijn de paden waar de actie plaatsvindt, blauwe en rode stippen zijn de geschuttorens die paden bewaken. De lichtgekleurde kwartcirkels dienen als basis en de blauwe en rode hoeken vertegenwoordigen gebouwen die vernietigd moeten worden om de overwinning op te eisen.

Multiplayer online battle arena (MOBA), ook wel bekend als action real-time strategy (ARTS), is een computerspelgenre dat afgeleid is van het real-time strategygenre. In een MOBA-game bestuurt de speler een personage in een van twee teams. Het doel is om het hoofdgebouw van het concurrerende team te vernietigen met behulp van periodiek verschijnende door de computer bestuurde units die voorwaarts marcheren over vastgelegde paden. Speelbare personages hebben gewoonlijk mogelijkheden en voordelen die in de loop van de game verbeteren en bijdragen aan de algehele strategie van het team.
Het genre komt voort uit de custom map Aeon of Strife uit het spel StarCraft. Op basis hiervan werd Defense of the Ancients gecreëerd, een custom map van Warcraft III: Reign of Chaos. Dit werd opgevolgd door zelfstandige spellen als Heroes of Newerth, League of Legends, Dota 2, Heroes of the Storm, SMITE, Shards of War, Paragon, Awesomenauts, en vele andere games.